# Bulgarische Beachhandball-Nationalmannschaft der Junioren
Die bulgarische Beachhandball-Nationalmannschaft der Junioren repräsentiert den bulgarischen Handballverband (Българска федерация по хандбал) als Auswahlmannschaft auf internationaler Ebene bei Länderspielen im Beachhandball gegen Mannschaften anderer nationaler Verbände.
Die U-Nationalteams fungieren als Unterbau der A-Nationalmannschaft. Das weibliche Pendant ist die Bulgarische Beachhandball-Nationalmannschaft der Juniorinnen.

## Geschichte
Abgesehen von einem kurzen Intermezzo bei den Europameisterschaften 2006 trat die A-Nationalmannschaft Bulgariens im Beachhandball nur zur Heim-EM 2021 in Warna in Erscheinung und damit nur halb so oft wie deren weibliches Pendant. Etwas anders sieht es bei den Nachwuchs-Nationalmannschaften aus. Hier debütierten beide Geschlechter im Rahmen der Junioren-Europameisterschaften 2016 in Nazaré. Obwohl beide in etwa gleich im letzten Drittel der Endplatzierungen abschlossen, trat Bulgarien nun regelmäßiger mit seiner männlichen Nachwuchs-Nationalmannschaft bei der EM an: 2017 am Jarun-See in Zagreb, 2019 in Stare Jabłonki, 2021 in Warna sowie 2022 in Prag. Während die Bulgaren die beiden ersten Male noch jeweils vier andere Mannschaften hinter sich lassen konnten, platzierten sie sich 2021 – also vor heimischer Kulisse – und 2022 nur als Letzte. Bislang nahmen die bulgarischen Jungenmannschaften damit immer dann an Nachwuchs-Europameisterschaften teil, wenn diese in den Altersklassen U 16 und U 17 ausgetragen wurden, nicht jedoch, bei Austragungen in den Jahrgängen U 18 und U 19.

## Teilnahmen
| Olympische Jugendspiele - 2018 (U 18): nicht qualifiziert - 2026 (U 18): Junioren-Weltmeisterschaften - 2017 (U 17): nicht qualifiziert - 2022 (U 18): nicht qualifiziert | Europameisterschaften - 2008 (U 18): keine Teilnahme - 2011 (U 19): keine Teilnahme - 2012 (U 18): keine Teilnahme - 2013 (U 19): keine Teilnahme - 2014 (U 18): keine Teilnahme - 2015 (U 19): keine Teilnahme - 2016 (U 16): 12. - 2017 (U 17): 11. - 2018 (U 18): keine Teilnahme - 2019 (U 17): 13. - 2020 (U 16): ausgefallen - 2021 (U 17): 15. - 2022 (U 16): 14. - 2023 (U 17): |

- JEM 2016 (U 16): Stefan Dimitrov • Todor Kalchev • Valentin Kavakov • Luben Lubenov • Georgi Marinov (TW) • Stanislav Poydovski • Preslav Stanchev • Petar Tenev • Viktor Vanchev • Vladislav Yorgov[1]

- JEM 2017 (U 17): Stefan Dimitrov • Todor Kalchev • Valentin Kavakov • Georgi Marinov (TW) • Valentin Mitev • Preslav Stanchev • Petar Tenev • Viktor Vanchev • Vladislav Yorgov[2]

- JEM 2019 (U 17): Nikolay Genov • Engindzan Husein • Mihael Ivanov • Kostadin Kostadinov • Georgi Krastev • Marius Lukanov • Nikolaj Petrow (TW) • Bojidar Simeonov • Toncho Tonchev • Milen Valentinov • Viktor Vanchev[3]

- JEM 2021 (U 17): Nikola Delchev • Pavel Georgiev • Aleksandar Iliev • Viktor Kanikov • Mario Marev • Ivan Petkov • Mihail Stoyanov • Samuil Stoyanov • Georgi Valkov • Andrey Zhechev[4]

- JEM 2022 (U 16): Rumen Angelov • Daniel Bozhanov • Borislav Bozhkov • Nikola Delchev • Emil Dichev • Ivan Enchev • Zlatomir Kolev • Kristof Marinov • Ivan Petkov • Vitorio Vendov[5]

## Trainer
2015–2021:
| Cheftrainer/in - seit 2016: Samet Murtazali | Co-Trainer/in - 2016: Plamen Jontschew - 2017–2019: Irina Mladinowa - seit 2021: Viktoriia Zhosan |